# Heyderia
Хейдерія (Heyderia) — рід грибів родини Helotiaceae. Назва вперше опублікована 1833 року.
В Україні зустрічається хейдерія ялинова (Heyderia abietis).

## Галерея

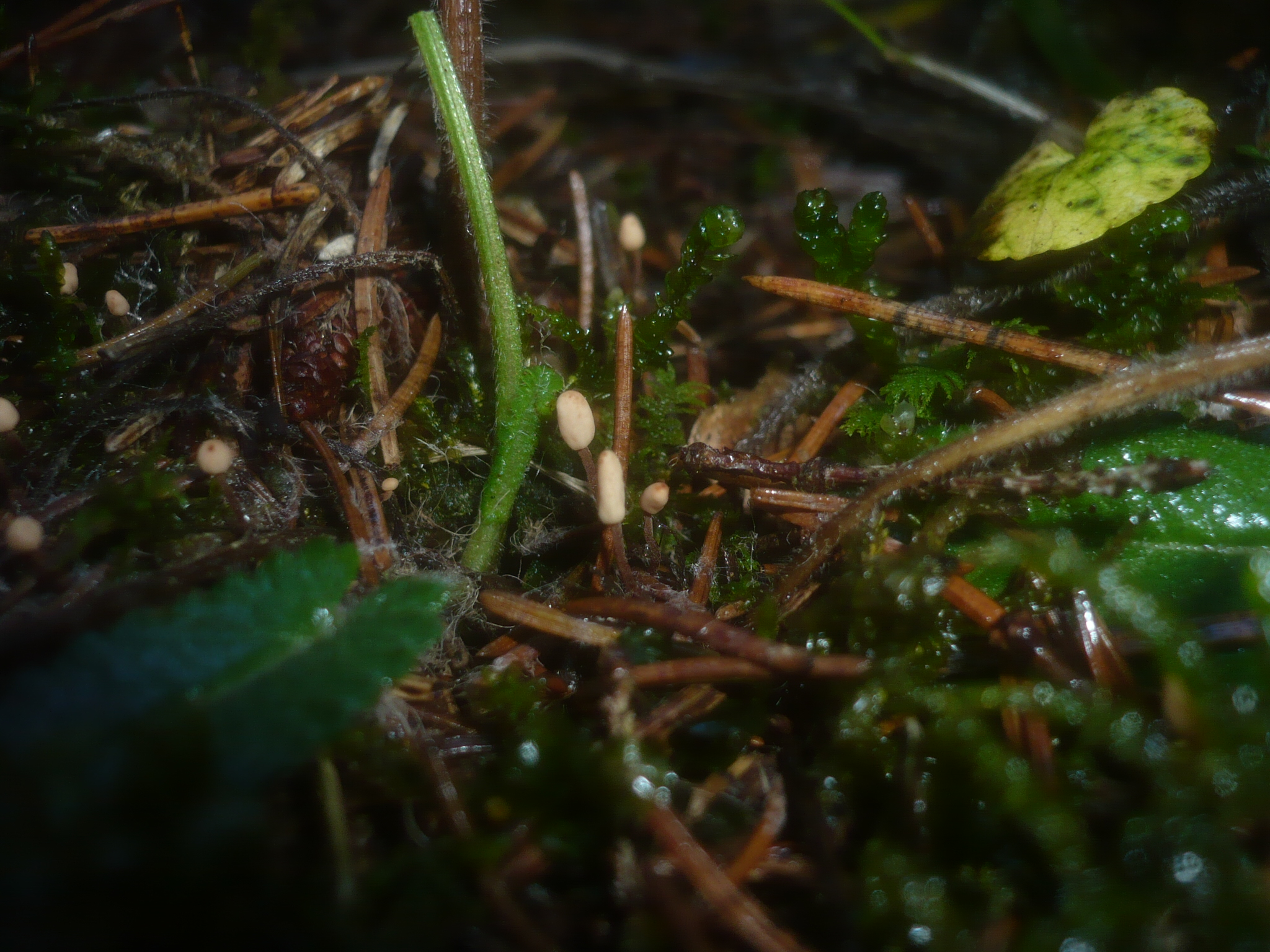
Heyderia abietis
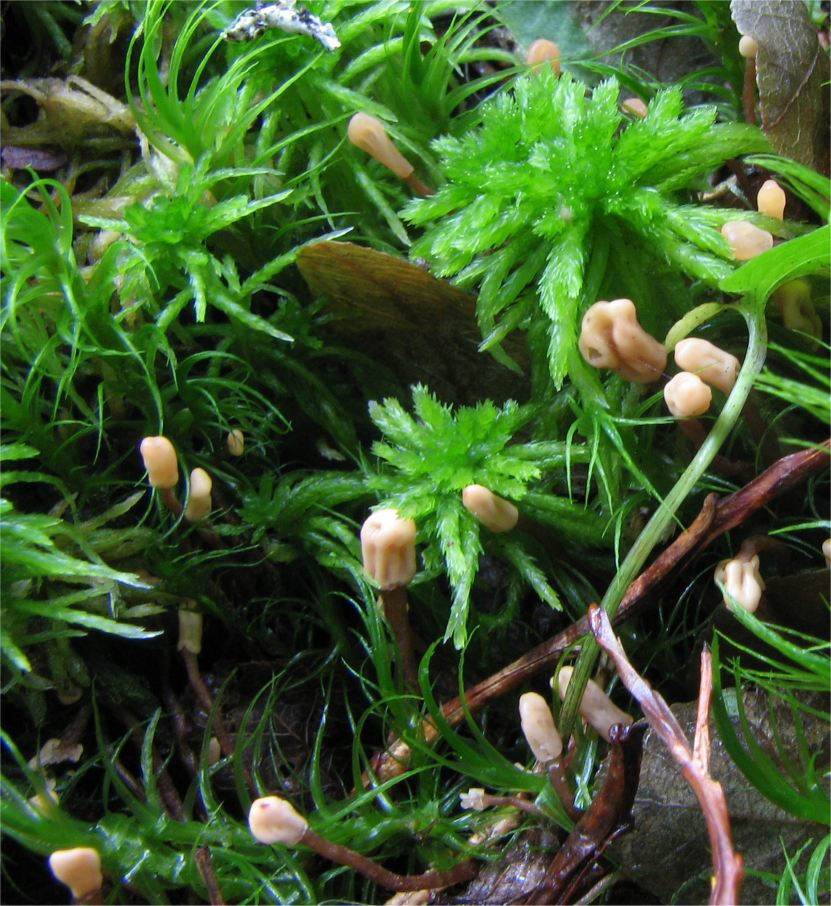
Heyderia abietis